# Geissorhiza foliosa
Geissorhiza foliosa är en irisväxtart som beskrevs av Friedrich Wilhelm Klatt. Geissorhiza foliosa ingår i släktet Geissorhiza och familjen irisväxter. Inga underarter finns listade i Catalogue of Life.